# Alfred Marek Wierzbicki
Alfred Marek Wierzbicki (* 14. August 1957 in Marynin) ist ein polnischer Philosoph.

## Leben
1982 schloss er sein Theologiestudium an der KULJPII ab. Im selben Jahr wurde er zum Priester geweiht. Er studierte auch an der Philosophischen Fakultät der Katholischen Universität Lublin. 1991 promovierte er bei Rocco Buttiglione. Im Jahr 2006 habilitierte er an der Philosophischen Fakultät der Katholischen Universität Lublin.
Ab 1992 war er akademischer Lehrer an der Philosophischen Fakultät der Katholischen Universität Lublin, ab 1993 war er außerordentlicher und ab 2008 ordentlicher Professor. 2011 wurde er zum Leiter der Abteilung Ethik an dieser Fakultät ernannt.

## Schriften (Auswahl)
- Jak ciemność w ciemności. Lublin 1991, ISBN 83-222-0697-6.
- The ethics of struggle for liberation. Towards a personalistic interpretation of the principle of non-violence. Frankfurt am Main 1992, ISBN 3-631-44595-4.
- Inaczej każdej wiosny. Lublin 1993, ISBN 83-85131-43-4.
- Kogut z Akwilei. Lublin 1999, ISBN 83-7222-018-2.